# Шимчик, Адам
Адам Шимчик (пол. Adam Szymczyk; род. 15 сентября 1970 года, Пётркув-Трыбунальски, Польша) — польский арт-критик и куратор. В 2003—2014 годах был директором и главным куратором Кунстхалле в Базеле. Сокурировал пятую Берлинскую биеннале в 2008 году, был художественным руководителем выставки современного искусства «documenta 14», проходившей в немецком Касселе и Афинах в 2017 году. Дважды попадал в ежегодный рейтинг самых влиятельных персон мирового современного искусства журнала ArtReview.

## Биография
Адам Шимчик родился в 15 сентября 1970 года в Пётркув-Трыбунальски. Изучал искусствоведение в Варшавском университете. В 1990-х работал в галерее «Фоксал» в Варшаве. В 2003 году Шимчик стал директором Кунстхалле в Базеле. По воспоминаниям бывшего президента художественного общества Базеля Петера Хандшина, при выборе директора комиссия искала кого-то «нестандартного», кто смог бы вдохнуть новую жизнь в 130-летнюю институцию. В 2000-х и начале 2010-х курировал ряд выставок современного искусства в Риме, Гамбурге, Гётебурге, Берлине, в том числе 5-ю Берлинскую биеннале современного искусства. В 2011 году The New York Times выпустил статью о Шимчике, в которой называл его «суперзвездой среди кураторов».